# ماكس وارد
ماكس وارد هو طيار كندي، ولد في 22 نوفمبر 1921 في إدمونتون في كندا.